# Dennis Brunod

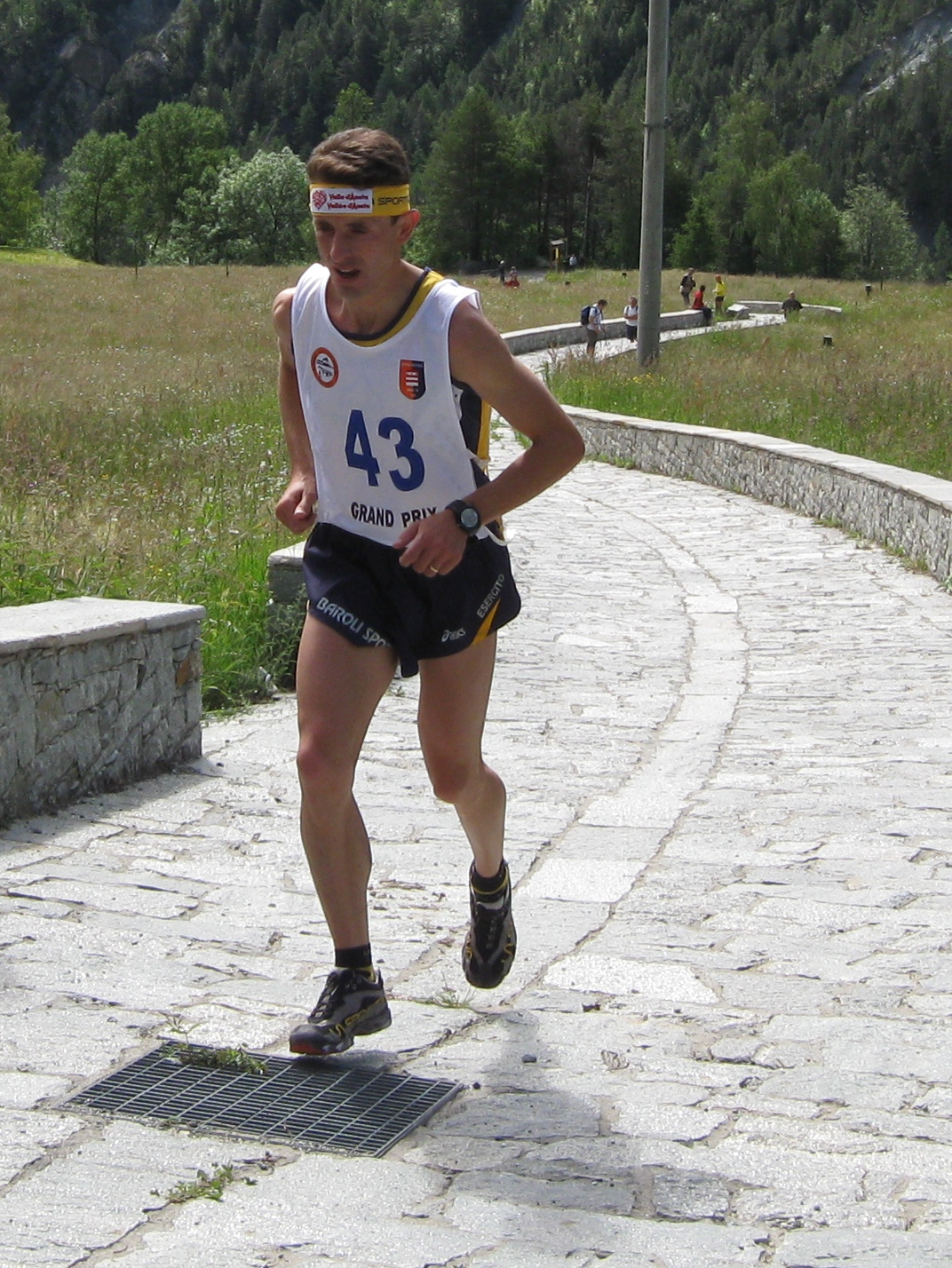
Dennis Brunod (2010)

Dennis Brunod  (* 16. Juni 1978 in Aosta) ist ein italienischer Skibergsteiger, Laufsportler und Skyrunner. Er ist mehrfacher Titelinhaber.
Brunod, der zuvor schon bei verschiedenen Laufwettbewerben teilnahm, begann 2000 mit dem Skibergsteigen und nahm im gleichen Jahr mit der Teilnahme am Mountain Attack in Saalbach erstmals an einem Wettbewerb teil. Seit 2002 gehört er als Sportsoldat zur italienischen Nationalmannschaft.

## Erfolge (Auswahl)

### Skibergsteigen
- 2003:
  - 2. Platz Europameisterschaft Skibergsteigen Team mit Reichegger
  - 4. Platz Europameisterschaft Skibergsteigen Kombinationswertung
  - 6. Platz Europameisterschaft Skibergsteigen Single

- 2004:
  - 2. Platz bei der Transcavallo mit Reichegger
  - 3. Platz Weltmeisterschaft Skibergsteigen Single
  - 3. Platz Weltmeisterschaft Skibergsteigen Team mit Reichegger
  - 3. Platz Weltmeisterschaft Skibergsteigen Kombinationswertung

- 2005:
  - 1. Platz bei der Europameisterschaft Skibergsteigen Staffel mit Giacomelli, Reichegger und Matteo Pedergnana
  - 5. Platz Weltcup Team (mit Reichegger)
  - 6. Platz Europameisterschaft Vertical Race

- 2006:
  - 1. Platz Weltmeisterschaft Skibergsteigen Staffel (mit Lunger, Reichegger, Giacomelli)
  - 1. Platz Worldcup Skibergsteigen Team (mit Reichegger)
  - 3. Platz Weltmeisterschaft Skibergsteigen Team (mit Reichegger)

- 2007:
  - 1. Platz Worldcup Skibergsteigen Single
  - 1. Platz Worldcup Skibergsteigen Team (mit Pedranzini)
  - 1. Platz Herrenstaffel bei der Europameisterschaft im Skibergsteigen (mit Trento, Reichegger und Giacomelli)
  - 2. Platz Europameisterschaft Skibergsteigen Single
  - 4. Platz bei der Europameisterschaft Skibergsteigen Team mit Reichegger
  - 3. Platz Europameisterschaft Skibergsteigen Kombinationswertung
  - 1. Platz bei der Traça Catalana

- 2008:
  - 1. Platz Weltmeisterschaft Skibergsteigen Staffel (mit Reichegger, Trento und Riz)
  - 1. Platz beim Weltcup Skibergsteigen, Val d’Aran
  - 2. Platz Weltmeisterschaft Vertical Race
  - 2. Platz Weltmeisterschaft Skibergsteigen Kombinationswertung
  - 3. Platz Skibergsteigen Einzel

#### Trofeo Mezzalama
- 2003: 3. Platz mit Manfred Reichegger und Nicola Invernizzi
- 2005: 3. Platz mit Manfred Reichegger und Jean Pellissier
- 2007: 3. Platz mit Manfred Reichegger und Denis Trento

#### Pierra Menta
- 2004 1. Platz mit Manfred Reichegger

### Berglauf / Skyrunning
- 2004: 1. Platz beim Valposchiavo-Valmalenco-Skyrunning der Buff SkyRunner World Series
- 2005: 1. Platz beim Sentiero delle Grigne-Skyrunning der Buff SkyRunner World Series